# Sinclair ZX81
El Sinclair ZX81, presentat per Sinclair Research el 1981, va ser el microordinador de menor preu de l'època, es venia en la versió kit per 49,95 £, i muntat per 69,95 £. L'aparença definitiva de la màquina va ser obra del dissenyador industrial Rick Dickinson. De fet era la versió millorada del  ZX80 comercialitzat l'any anterior. Tenia una CPU Zilog Z80 (Molt usada a l'època i estàndard de referència durant molts anys), amb una memòria RAM d'1 KiB ampliable per cartutxos externs fins a 64 Kib. Tenia un intèrpret de BASIC integrat. La carcassa era negra, amb un teclat de membrana. La sortida de vídeo, com en el ZX80, es connectava a un televisor mitjançant un modulador de radiofreqüència, (sistema comú als equips domèstics de l'època).
El sistema d'emmagatzematge permanent tant de programes com de dades es desaven i es carregaven per mitjà de cintes magnètiques, normalment d'un gravador de cassets.

## Descripció general
La pantalla era de text només, 32 caràcters d'ample per 24 d'alt, però, eren possibles gràfics amb una resolució de 64 per 48 píxels amb l'ús de la comanda PLOT, que seleccionava entre un grup de 16 caràcters gràfics per a la simulació dels píxels. Per conservar memòria, el text mostrat a la pantalla s'emmagatzemava com cadenes de forma dinàmica: per exemple, una línia en pantalla de 12 caràcters s'emmagatzemen com només els 12 caràcters seguits pel codi per "NEWLINE".
També tenia una interfície sèrie RS-232 per ~ $ 140, i una interfície en paral·lel Centronics per ~ $ 105) que permetria al ZX81 comunicar-se amb una impressora estàndard, així com un teclat extern de mida normal per ~ $ 85.DK'tronics va vendre una carcassa i un teclat que, amb considerable habilitat, es podia usar per substituir el teclat de membrana i per contenir l'ordinador.
Tant en el  ZX80 com en el ZX81, la sortida vídeo era generada pel xip  Z80. En el ZX80, quan un programa formava la imatge del TV es movia des del principi per començar una nova imatge. Com que un bucle  FOR-NEXT d'1 a 1.000 trigava 19 segons, era comú fer funcionar la màquina en manera ràpida tot el temps, fins i tot en editar un programa. Això feia llampegar la imatge del televisor cada vegada que una tecla era pressionada.

## Funcionament del vídeo

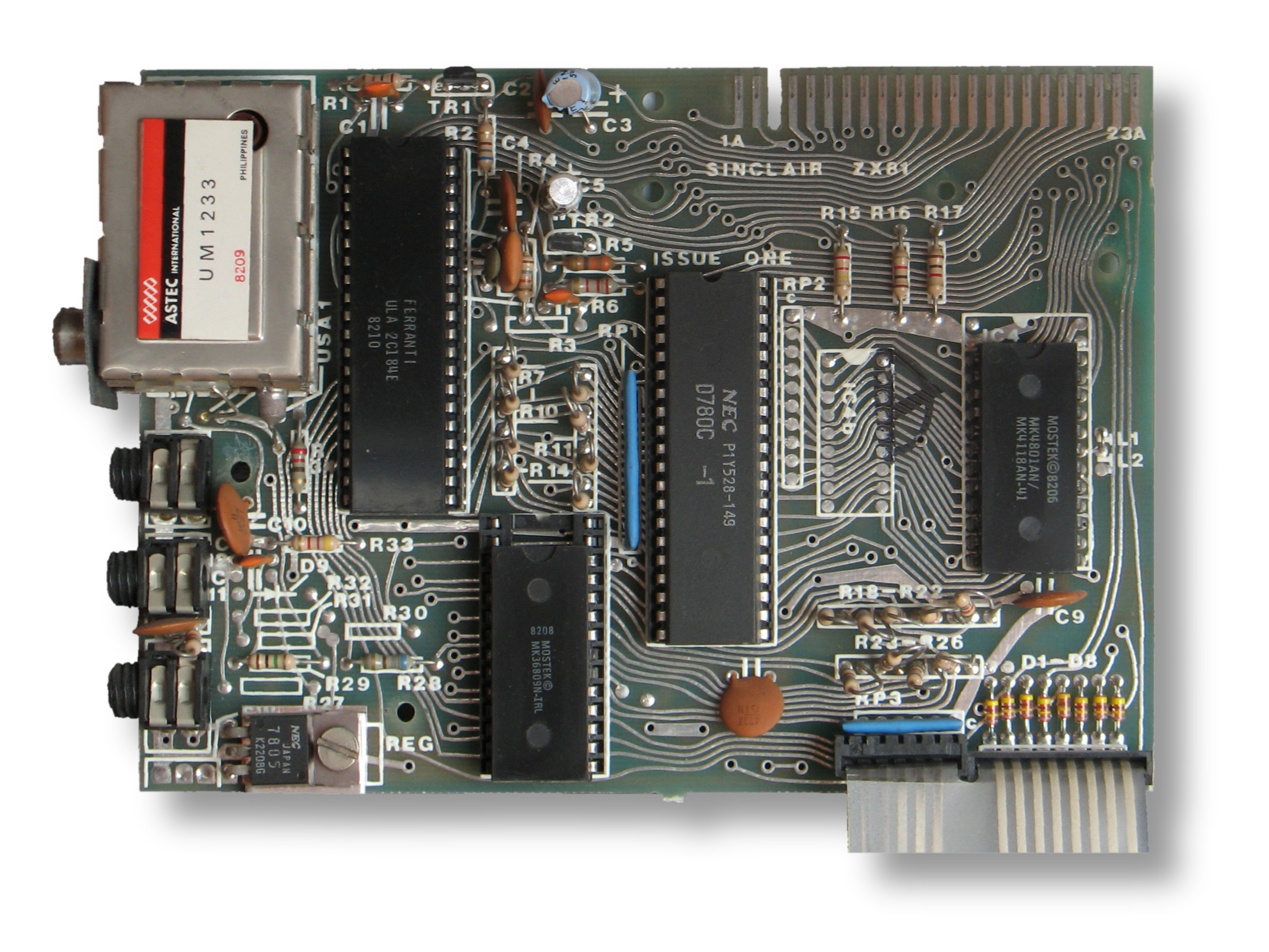
La placa base ZX81, versió "Issue One". El xip ULA de Ferranti es troba a l'esquerra de la imatge i el processador NEC Z80 està al centre. El modulador de RF es troba a la part superior esquerra

Els mitjans tècnics usats pels dissenyador per a implementar la generació del vídeo cap a la pantalla de TV, encara que molt brillants, no van ser del tot estàndards, sinó més aviat un pel heterodoxes. El sistema funcionava de la següent manera:
El ZX81 conté, depenent del tipus de RAM, quatre xips: una  RAM, una ROM, una CPU i un xip ASIC, anomenat en aquells temps ULA - (  'U'  ncommitted  'L'  Ogic  'A'  rray). Tenia unes resistències col·locades en sèrie amb les línies de dades. La CPU i la memòria ROM estaven a un costat de les resistències de dades, i la memòria RAM a l'altre. Les adreces 0-8191 estaven assignades a la ROM, en els últims 512 bytes hi havia les imatges de mapa de bits del joc de caràcters, i les adreces 16.384-32.767 estaven assignades a la memòria RAM del sistema.
El vídeo era manejat per  interrupcions, de tal manera que el procés normal del ordinador pogués continuar durant o prop de l'interval de borrat vertical. Les interrupcions passaven el control a les rutines que generaven el vídeo durant la resta del temps disponible, llavors, la pròpia CPU era utilitzada com un comptador per controlar la sortida de les dades de vídeo, des de la memòria cap a la pantalla de TV.
El processador procurava saltar, en la memòria RAM, a l'adreça 32768 + el principi de les dades de vídeo. Llavors s'activaven simultàniament, la línia A15 del bus d'adreces, i una rarament usada línia de control del processador Z80, que indicava "cicle d'instrucció de memòria 1". L'ULA detectava això com un intent d'executar una instrucció des de la memòria RAM que representa el vídeo i capturava les dades recuperades del bus de dades. Llavors comprovava el bit 6 del bus de dades, si fos zero, el ULA col·locavva en el bus de dades, per a consum del Z80, una instrucció NOP (NoOPeració) que per a aquest processador es representa amb un byte amb tots els bits a zero. La CPU continuava "executant" el codi a la RAM de vídeo d'aquesta manera, com si fos codi de màquina del Z80, fins que es trobava un byte amb el bit 6 = 1. Aquest byte no era convertit a zero per l'ULA i era executat normalment per la CPU.
El ZX81 va utilitzar el seu propi joc de caràcters no estàndard. Els codis 0-63 eren caràcters imprimibles i els codis 128-191 eren els mateixos caràcters en vídeo invers. L'únic byte vàlid amb bit 6 = 1 que es podia escriure en la memòria de vídeo era el 118, que representava la instrucció HALT en el Z80 i feia que el processador es detingués. Aquest byte va ser utilitzat com el caràcter de nova línia.

## Especificacions tècniques
| UCP            | Zilog Z80A a 3,50 MHz                                                                 |
| RAM            | 1 KiB (externament expandible a 64 KiB)                                               |
| ROM            | 8 KiB                                                                                 |
| Teclat         | de membrana, 40 tecles                                                                |
| Monitor        | televisor (UHF); mode text: 32 x 24 caràcters; mode gràfic: 64 x 48 pixels; cap color |
| So             | cap                                                                                   |
| Ports          | port d'expansió, casset, TV                                                           |
| Emmagatzematge | casset (250/300 bauds)                                                                |

## Clons
Als EUA la ZX81 va ser venuda de manera directa des d'Anglaterra i també en associació amb Timex, que va llançar el clon TS1000.
A l'Argentina el fabricant de motors Czerweny va encarregar a Timex-Sinclair de Portugal la fabricació sota la seva pròpia marca dels models TS-1000 (CZ-1000) i TS-1500 (CZ-1500). Probablement per motius aliens a Czerweny (potser pel tancament de Timex) va haver de dissenyar i fabricar els seus propis clons als quals va denominar CZ-1000 Plus i CZ-1500 Plus respectivament. El nou disseny incloïa el botó de reset de fàbrica, connexió per a joystick norma Sinclair i sortida directa a monitor. Aquests models van tenir certa popularitat a l'Argentina, encara que no tanta com el clon de ZX Spectrum (CZ2000).
Al Brasil hi va haver diverses empreses que van clonar el ZX81. Les més importants van ser Microdigital i Prológica. Microdigital va fabricar dos clons del ZX80 (el TK 80 i el TK 82), dos clons del ZX81 (el TK 82C i el TK 83), un clon del TS1500 (el TK 85), i dos clons del ZX Spectrum (el TK 90X i el TK 95). Prológica va fabricar els: NE-Z80 (clon del ZX80), NEZ-8000, CP-200 i CP-200S (l'última una versió econòmica).

### Llibres
- Adamson, Ian; Kennedy, Richard. Sinclair and the Sunrise Technology.  Harmondsworth, England: Penguin Books Ltd, 1986. ISBN 978-0-14-008774-1.
- Bridgewater, Susan; Doyle, Peter. Innovation in marketing.  Oxford, England: Butterworth-Heinemann, 1998. ISBN 978-0-7506-4121-0.
- Dale, Rodney. The Sinclair Story.  Londres: Gerald Duckworth & Co, 1985. ISBN 978-0-7156-1901-8.
- Laing, Gordon. Digital retro.  Lewes, England: The Ilex Press Ltd, 2004. ISBN 978-1-904705-39-0.
- Morris, Ben. The Symbian OS architecture sourcebook: design and evolution of a mobile phone OS.  Chichester, England: John Wiley and Sons, 2007. ISBN 978-0-470-01846-0.
- Nash, John C. Effective scientific problem solving with small computers.  Reston, VA: Reston Pub. Co, 1984. ISBN 978-0-8359-1596-0.
- Thomasson, Don. The Ins and Outs of the Timex TS1000 & ZX81.  Leighton Buzzard, England: Melbourne House, 1983. ISBN 978-0-86161-118-8.
- Vickers, Steve. ZX81 BASIC Programming.  Cambridge, England: Sinclair Research, 1982.

### Revistes
- [Staff] «Sinclair's machine homes in on hobbyists». New Scientist, 07-02-1980, p. 402.
- [Staff] «Sinclair's tinkering talent». Engineering Today, 22-02-1982, p. 20–23.
- [Staff] «Charts and Analysis». Compute!, 12-1982, p. 56–59.
- [Staff] «Why design if you can pinch it?». Daily Telegraph, 30-05-1983, p. 8.
- [Staff] «ZX-81 export deal signed with China». Sinclair User, 11-1983.
- [Staff] «ZX81 Software Scene: Golden Oldies». Sinclair User, 4-1984.
- [Staff] «The Sinclair Story, part two». CRASH, 5-1985, p. 127.
- [Staff] «Top developer's code for success». BBC News, 04-07-2003.
- [Staff] «Faces of the week». BBC News, 08-08-2003.
- [Staff] «How the Spectrum began a revolution». BBC News, 23-04-2007.
- ; Kennedy, Richard «The decline of Uncle Clive». New Scientist, 12-06-1986, p. 33.
- Babsky, David «ZX81 v IBM PC». Which Micro?, 4-1983, p. 34–36.
- Church, Lynd «A piece of cake in Dundee». Sinclair User, 5-1982, p. 53–55.
- Cecco, Raffaele «Cecco's Log». CRASH, 6-1988.
- Clarke, Robin «Microcomputers: No room at the inn». New Scientist, 11-02-1982, p. 390.
- Cooke, Claudia «Modest award winner sets the pace in micro design». Sinclair User, 8-1982, p. 56.
- Crisp, Jason «Sinclair to be marketed in U.S. by Timex». Financial Times, 13-02-1982, p. 3.
- Crisp, Jason «Sinclair launches new personal computer costing only £70». Financial Times, 06-03-1981, p. 6.
- Crisp, Jason «Why Sinclair thinks small is beautiful». Financial Times, 20-03-1982, p. 15.
- Eddy, Richard «Stonehenge in Space». CRASH, 7-1987.
- Gillies-Jones, Ray «Remember ZX80, ZX81, ZX Spectrum.». Computer Weekly, 22-06-2000 [Consulta: 4 juliol 2019]. Arxivat 11 October 2012[Date mismatch] a Wayback Machine. «Còpia arxivada». Arxivat de l'original el 2012-10-11. [Consulta: 4 juliol 2019].
- Goodwin, Simon N. «Tech Tips». CRASH, 1-1988.
- Hartnell, Tim «Review – The Sinclair ZX81». Your Computer, 6-1981, p. 12–14.
- Hayman, Martin «Interview – Clive Sinclair». Practical Computing, 6-1982, p. 54–64.
- Hartnell, Tim «WH Smith brings ZX-81s to the high street». Your Computer, 11-1981, p. 37. Arxivat 2 de desembre 2012 at Archive.is «Còpia arxivada». Arxivat de l'original el 2012-12-02. [Consulta: 4 juliol 2019].
- Joscelyne, Svend «Industry Legend: Charles Cecil». Spong, 05-11-2009.
- Lorenz, Christopher «The precarious balance between research, fashion and price». Financial Times, 15-04-1982, p. 18.
- Kewney, Guy «Sinclair launches another low-cost microcomputer». InfoWorld, 03-05-1982.
- Krotoski, Aleks «Games in literature: Gibson explores the difference between UK and US». The Guardian, 03-11-2003.
- Mackintosh, Hamish «Deep thought». The Guardian, 23-09-1999.
- Mackintosh, Hamish «Why the Discworld needs PCs». The Guardian, 27-01-2000.
- Munford, Roger «Smash Software». Your Spectrum, 3-1984.
- Needle, David «Times will market Sinclair computers». InfoWorld, 15-03-1982.
- Peltu, Malcolm «Paperback processing – The Sinclair ZX81 personal computer». New Scientist, 30-04-1981, p. 303.
- Hancock, David «Zap! I'm a millionaire; A tiny computer bought by his mum set Dave Perry on the road to riches». Sunday Mirror, 15-09-1996.
- Reynolds, Matthew. «Gaming – Interview – Rhianna Pratchett ('Overlord')», 28-06-2009.
- Scot, Duncan «Interview: Clive Sinclair». Your Computer, 8-1981, p. 21–22.
- Shibata, Yoko «UK computer succeeds in Japan». Financial Times, 30-09-1982, p. 4.
- Sinclair, Clive «Sinclair spectre». New Scientist, 26-06-1986, p. 81.
- Taylor, Paul «Chips all round». Financial Times, 21-11-1981, p. 11.
- Tebbutt, Dave «Sinclair ZX81». Personal Computer World, 6-1981 [Consulta: 4 juliol 2019]. «Còpia arxivada». Arxivat de l'original el 2011-04-06. [Consulta: 4 juliol 2019].
- Tomkins, Stephen «ZX81: Small black box of computing desire». BBC News, 11-03-2011.
- Wallis, Alistair. «Playing Catch Up: Match Day's Jon Ritman», 15-02-2007.
- Wise, Deborah «British company announces inexpensive computer». InfoWorld, 02-11-1981.

### Altres fonts
- "From Science of Cambridge: the new MK14" (advertisement). Cambridge, England: Science of Cambridge (1978)
- ZX81 Operating Supplement. Cambridge, England: Sinclair Research (1982)
- Sinclair ZX81 Personal Computer (brochure). Cambridge, England: Sinclair Research (undated, circa March 1981)
- Sinclair Research advertisement. Everyday Electronics, April 1981, pp. 284–285
- Sinclair Research advertisement. Popular Science, October 1982, pp. 284–285
- Sinclair ZX81 Home Computer, with "Mapsoft" keyboard attached Arxivat 2017-07-03 a Wayback Machine.." McManus Galleries, Dundee. Retrieved 13 January 2011
- TK85 Arxivat 2011-07-06 a Wayback Machine.. Museu da Computação e Informática. Retrieved 2 January 2011
- ZX81DES1. Rick Dickinson, 24 August 2007. Retrieved 2 January 2011.
- Sinclair ZX81. Sinclair Research. Retrieved 5 January 2011.